# Laška vas pri Štorah
Laška vas pri Štorah este o localitate din comuna Štore, Slovenia, cu o populație de 218 locuitori.